# Лінвуд (Міннесота)
Лінвуд (англ. Linwood) — Тауншип в окрузі Анока, Міннесота, США. На 2000 рік його населення склало 4668 осіб.

## Географія
За даними Бюро перепису населення США площа тауншипа становить 93,0 км², з яких 86,4 км² займає суша, а 6,6 км² — вода (7,05%).